# Liste der Arbeitslager in Chongqing
Umerziehung durch Arbeit ist ein System von Arbeitslagern der Volksrepublik China. Diese Liste führt solche Arbeitslager in Chongqing auf.
| Name                                           | Unternehmensname       | Stadt/Kreis/Distrikt | Dorf/Stadt           | Gründungsjahr | Kommentare                                                                                        |
| ---------------------------------------------- | ---------------------- | -------------------- | -------------------- | ------------- | ------------------------------------------------------------------------------------------------- |
| Umerziehung durch Arbeit Chongqing             | Gartenbaufarm Xinsheng | Distrikt Jiangbei    |                      |               | Auch Umerziehung durch Arbeit der Frauen Maojiashan und Umerziehung durch Arbeit Jiangbei genannt |
| Umerziehung-durch-Arbeit-Lager No. 2 Chongqing |                        | Distrikt Nan’an      | Stadt Changshengqiao |               |                                                                                                   |
| Umerziehung durch Arbeit Fuling                |                        | Distrikt Fuling      |                      |               |                                                                                                   |
| Umerziehung durch Arbeit Xishanping            | Farm Xishanping        | Distrikt Beibei      | Stadt Dongyang       |               | Angeblich sind dort Anhänger von Falun Gong                                                       |

## Quelle
- Laogai Handbook 2007–2008. (PDF; 3,5 MB) The Laogai Research Foundation, 2008, abgerufen am 10. Januar 2011.